# 사쓰역
사쓰역(일본어: 佐津駅, さつえき)은 일본 효고현 미카타군 가미정에 있는 서일본 여객철도의 철도역이다.

## 역 구조
섬식 1면 2선 구조의 지상역으로, 교행 시설이 갖추어져 있다. 역사는 선로 북쪽에 있으며, 승강장과는 구름다리로 이어져 있다.
도요오카 역이 관리하는 무인역이다.

### 승강장
| 1 | ■ 산인 본선 | 기노사키온센 · 도요오카 방면 |
| 2 | ■ 산인 본선 | 하마사카 · 돗토리 방면       |

## 역세권 정보
- 국도 제178호선

## 역사
- 1911년 10월 25일 - 일본국유철도 반탄 선 기노사키 역 (뒷날의 기노사키온센 역) ~ 가스미 역 구간의 개통과 동시에 개업.
- 1912년 3월 1일 - 반탄 선의 지선 및 산인히가시 선의 일부였던 후쿠치야마역 ~ 와다야마역 ~ 가스미역 구간이 아마루베 철교의 개통으로 산인 본선에 통합되었다.
- 1987년 4월 1일 - 민영화에 따라 서일본 여객철도의 소속이 되었다.

## 인접역
| 서일본 여객철도 산인 본선 | 서일본 여객철도 산인 본선 | 서일본 여객철도 산인 본선 |
| ------------------------- | ------------------------- | ------------------------- |
| 다케노 교토 방면          | ■ 산인 본선               | 시바야마 돗토리 방면      |